# Борале-Али
Борале-Али — вулкан, расположенный в Большой рифтовой долине, Эфиопии.
Борале-Али — стратовулкан. Его высота достигает 668 метров. Является сложным вулканом. Состоит из кремниевых пород. Находится недалеко от вулкана Эртале и зависит от его вулканической активности. Самая ранняя активность вулкана началась в тот период когда данная местность находилась под водой, это видно по морским четвертичным отложениям почв в районе вулкана. Сильная активная фумарольная активность наблюдается в кратере вулкана, радиус которого составляет 300 метров. Застывшие кремниевые потоки лав достигают расстояния 5 километров.